# Zambia na Letnich Igrzyskach Olimpijskich 2004
Zambię na XXVIII Letnich Igrzyskach Olimpijskich w Atenach reprezentowało sześciu sportowców (4 mężczyzn, 2 kobiety) w 3 dyscyplinach.
Był to dziesiąty (w tym raz jako Rodezja Północna) start Zambii na letnich igrzyskach olimpijskich.

## Reprezentanci

### Boks
- waga lekkopółśrednia (do 64 kg): Davis Mwale – odpadł w 1/8 finału
- waga półśrednia (do 69 kg): Ellis Chibuye – odpadł w 1/16 finału

### Lekkoatletyka
- bieg na 100 m kobiet: Carol Mokola – odpadła w eliminacjach (51. czas)
- bieg na 800 m mężczyzn: Prince Mumba – odpadł w eliminacjach (55. czas)

### Pływanie
- 50 metrów stylem dowolnym kobiet: Jakie Wellman – odpadła w eliminacjach (50. czas)
- 100 metrów żabką mężczyzn: Chisela Kanchela – odpadł w eliminacjach (57. czas)